# 大蓝刺头
大蓝刺头（学名：Echinops talassicus）为菊科蓝刺头属下的一个种。

## 扩展阅读
- 維基物種上的相關：大蓝刺头